# Siilinkari
Siilinkari est un îlot du lac Näsijärvi dans le quartier de Särkänniemi à Tampere en Finlande.

## Présentation
Siilinkari est à une distance d'environ 1,2 kilomètre de Naistenlahti et à peu près la même distance de Mustalahti.
Luoto a une petite tour de feu de guidage construite en 1906, d'une hauteur d'environ 6,5 mètres, sécurisant le trafic fluvial. 
Le bateau à vapeur Kuru a coulé près de Siilinkari en 1929.